# Аналгин (гурт)
Аналгин — болгарський рок-гурт, створений 1999. Лідер — Звездомир Керемедчієв, колишній вокаліст гурту Ахат. Гурт видав два альбоми, після тривалого мовчання зібрався заново 2009 та існує донині.

## Альбоми
- 7 рани — 7 кръста (2000);
- Re-Nalgin (2001).